# Heidemarie Stefanyshyn-Piper
Heidemarie Martha Stefanyshyn-Piper (n. 7 de febrero de 1963) es una oficial naval estadounidense y ex astronauta de la NASA. Alcanzó el rango de Capitán en la Marina de los Estados Unidos. También es una oficial de salvamento calificada y experimentada. Sus principales proyectos de rescate incluyeron desmantelar el petrolero de Exxon Houston frente a la costa de Barbers Point, en la isla de Oahu, Hawái, y desarrollar el plan para el rescate de la marina peruana del submarino peruano Pacocha.